# Cruzy
 Cruzy  (en occitano Crusi) es una población y comuna francesa, situada en la región de Occitania, departamento de Hérault, en el distrito de Béziers y cantón de Saint-Pons-de-Thomières.

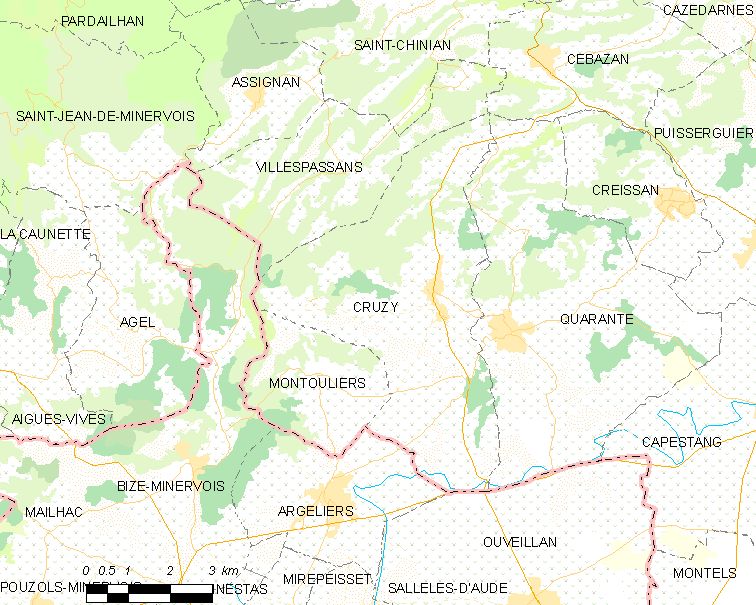
Mapa

## Demografía
| 1158 | 1059 | 905 | 844 | 801 | 830 | 1001 |
| Para los censos de 1962 a 1999 la población legal corresponde a la población sin duplicidades (Fuente: INSEE [Consultar]) |      |     |     |     |     |      |